# Sweet & Sour
Sweet & Sour è il quarto EP del gruppo musicale sudcoreano Sistar, pubblicato nel 2014 dall'etichetta discografica Starship Entertainment insieme a LOEN Entertainment.

## Il disco
Finite le promozioni di "Touch My Body", il 18 agosto 2014 il gruppo rivelò via Twitter la preparazione di un nuovo EP per il 26 del mese, contenente due nuovi brani e quattro remix di singoli precedenti. Lo stesso giorno furono pubblicate le foto teaser di Soyou e Dasom, mentre il 19 quelle di Bora e Hyolyn. Il video teaser fu diffuso il 20 agosto. L'EP completo fu pubblicato il 26 agosto, insieme al video musicale di "I Swear", girato a Saipan. Il brano "I Swear" fu utilizzato come traccia promozionale nelle loro performance nei programmi M! Countdown, Music Bank, Show! Music Core e Inkigayo.

## Tracce
1. I Swear – 3:57 (Duble Sidekick)
2. Hold On Tight – 3:55
3. Touch My Body (Glen Check Remix) – 4:14
4. Loving U (House Rules Remix) – 3:56
5. Give It To Me (Reno Remix) – 3:21
6. Gone Not Around Any Longer (있다 없으니까) (smells Remix) – 3:54

## Formazione
- Bora – rapper
- Hyolyn – voce, rapper
- Soyou – voce
- Dasom – voce

## Classifiche
| Classifica (2014) | Posizione massima |
| ----------------- | ----------------- |
| Corea del Sud     | 4                 |